# ムスカリン作動薬

ムスカリンの構造式

ムスカリン作動薬（Muscarinic agonist）とは、ムスカリン性アセチルコリン受容体（mAChR）の活動を活性化する薬剤である。ムスカリン作動薬には、ムスカリンの他、ベタネコールやピロカルピン等がある。ムスカリン受容体はM1～M5と呼ばれるサブタイプに分類する事が出来る。

## ムスカリン受容体の分類
ムスカリン作動薬の標的は、ムスカリン受容体である。M1、M2、M3、M4、M5の5種類に細分される。これらの受容体は、GiまたはGqサブユニットが結合したGPCRである。

## 臨床的意義

### M1
M1型ムスカリン性アセチルコリン受容体は、認知処理に関与している。アルツハイマー型認知症（AD）では、βアミロイド形成によりこれらの受容体の信号伝達能力が低下し、コリン作動性が低下する。これらの受容体自体は疾患の過程で比較的変化しない事から、AD患者の認知機能を改善するための潜在的な治療標的となっている。
多くのムスカリン作動薬が開発され、ADの治療薬として研究されている。これらの薬剤は、神経栄養作用、アミロイド沈着の減少、酸化ストレスによる損傷の改善等の効果が期待されている。また、タウタンパク質のリン酸化が減少し、コリン作動性機能が向上する。特に、ムスカリン作動薬であるAFシリーズの幾つかの薬剤（AF102B, AF150(S), AF267B）がこのような研究の焦点となっている。ADの障害を模倣した動物モデルでは、これらの薬剤は有望視されている。
また、キサノメリンは統合失調症の治療薬として期待されている。キサノメリンに副作用止めとして末梢性ムスカリン受容体拮抗薬であるトロスピウムを配合した合剤である「KarXT」がカルナ・セラピューティクスにより開発中であり、2023年11月29日、カルナ・セラピューティクスはFDAが正式に審査を開始し、審査終了目標日（PDUFA date）が2024年9月26日に定められたとと発表した。

### M3
ピロカルピンが短い間、医学的に使用されて来た。
- M3作動薬
  - アセクリジン（英語版）：緑内障治療薬
  - アレコリン：ビンロウジに含まれるアルカロイド
  - ピロカルピン：緑内障治療薬
  - セビメリン：シェーグレン症候群に伴う口腔乾燥症状の改善

## ムスカリン性とニコチン性の比較
| コリン作動薬の比較 | コリン作動薬の比較 | コリン作動薬の比較 | コリン作動薬の比較                   | コリン作動薬の比較                                              |
| 化合物             | 受容体選択性       | 受容体選択性       | アセチルコリンエステラーゼによる分解 | 備考                                                            |
| 化合物             | ムスカリン         | ニコチン           | アセチルコリンエステラーゼによる分解 | 備考                                                            |
| ------------------ | ------------------ | ------------------ | ------------------------------------ | --------------------------------------------------------------- |
| アセチルコリン     | +++                | +++                | +++                                  | 内因性リガンド                                                  |
| カルバコール       | ++                 | +++                | -                                    | 緑内障治療薬                                                    |
| メタコリン         | +++                | +                  | ++                                   | 喘息やCOPDに関する気管支過敏症の診断薬                          |
| ベタネコール       | +++                | -                  | -                                    | 膀胱や胃腸の機能障害治療薬                                      |
| ムスカリン         | +++                | -                  | -                                    | 特定のキノコ類に含まれる天然アルカロイド キノコ中毒の原因の一つ |
| ニコチン           | -                  | +++                | -                                    | タバコに含まれる天然のアルカロイド                              |
| ピロカルピン       | ++                 | -                  | -                                    | 緑内障治療薬                                                    |
| オキソトレモリン   | ++                 | +                  | -                                    | パーキンソン病の症状を誘発する研究用試薬                        |

## 参考資料
1. ↑  “AF150(S) and AF267B: M1 muscarinic agonists as innovative therapies for Alzheimer's disease”. J Mol Neurosci 19 (1–2):  145–53. (2002). doi:10.1007/s12031-002-0025-3. PMID 12212772.
2. ↑  “M1 muscarinic agonists: Their potential in treatment and as disease-modifying agents in Alzheimer's disease”. Drug Development Research 50:  291–297. (2000). doi:10.1002/1098-2299(200007/08)50:3/4<291::aid-ddr12>3.0.co;2-6.  オリジナルの2012-12-10時点におけるアーカイブ。.
3. ↑  Fisher A (July 2008). “Cholinergic treatments with emphasis on m1 muscarinic agonists as potential disease-modifying agents for Alzheimer's disease”. Neurotherapeutics 5 (3):  433–42. doi:10.1016/j.nurt.2008.05.002. PMC 5084245. PMID 18625455.
4. ↑  “Selective Muscarinic Receptor Agonist Xanomeline as a Novel Treatment Approach for Schizophrenia”. Am J Psychiatry 165 (8):  1033–9. (July 2008). doi:10.1176/appi.ajp.2008.06091591. PMID 18593778.
5. ↑  “Muscarinic agonists for the treatment of cognition in schizophrenia”. CNS Spectrums 13 (1):  985–96. (November 2008). doi:10.1017/S1092852900014048. PMID 19037177.
6. ↑  “FDA kicks off review of Karuna’s schizophrenia drug KarXT”. pharmaphorum.   pharmaphorum (2023年11月29日). 2023年12月13日閲覧。
7. ↑  Unless else specified in boxes, then reference is: Table 10-3 in: Rod Flower; Humphrey P. Rang; Maureen M. Dale; Ritter, James M. (2007). Rang & Dale's pharmacology. Edinburgh: Churchill Livingstone. ISBN 978-0-443-06911-6
8. ↑  “Methacholine challenge testing: identifying its diagnostic role, testing, coding, and reimbursement”. Chest 131 (6):  1932–5. (June 2007). doi:10.1378/chest.06-1385. PMID 17565027.
9. ↑  Akk, Gustav; Auerbach, Anthony (1999-12-01). “Activation of muscle nicotinic acetylcholine receptor channels by nicotinic and muscarinic agonists”. British Journal of Pharmacology 128 (7):  1467–1476. doi:10.1038/sj.bjp.0702941. ISSN 0007-1188. PMC 1571784. PMID 10602325.